# Кришнакшетра Свами
Кришнакше́тра Сва́ми (IAST: Kṛṣṇakṣetra Svāmī, англ. Krishna Kshetra Swami; имя при рождении — Ке́ннет Ра́ссел Ва́лпи, англ. Kenneth Russell Valpey; род. 18 декабря 1950, Нью-Йорк, США) — американский кришнаитский гуру, богослов и проповедник, ученик Бхактиведанты Свами Прабхупады, с 1987 года — один из духовных лидеров Международного общества сознания Кришны (ИСККОН). Со времени своего прихода в ИСККОН в 1972 году, Кришнакшетра активно вовлечён в развитие этой религиозной организации в Центральной Европе.
Кришнакшетра также известен как религиовед и индолог, специализирующийся на изучении индийских религий и ритуального поклонения в храмах. Он имеет докторскую степень по религиоведению от Оксфордского университета и преподаёт вайшнавское богословие и веданту в Бхактиведанта-колледже в Бельгии. В качестве приглашённого профессора читал курсы лекций в Китайском университете Гонконга, Флоридском университете и Оксфордском центре индуистских исследований.

## Биография

### Ранние годы, учёба, принятие духовного посвящения
Кеннет Валпи родился 18 декабря 1950 года в Нью-Йорке. После окончания школы, он поступил на факультет архитектуры Калифорнийского университета в Беркли. В 1972 году, во время летних каникул, Кеннет отправился путешествовать по Европе. Будучи в Германии, он повстречал последователей Международного общества сознания Кришны (ИСККОН). В том же году он оставил учёбу в университете и присоединился к ИСККОН, приняв монашеский образ жизни. В июле 1972 года в Париже Кеннет получил духовное посвящение от основателя ИСККОН Бхактиведанты Свами Прабхупады, который дал ему духовное имя на санскрите «Кришнакшетра Даса» в переводе означающее «слуга связанных с Кришной святых мест».

### Миссионерская деятельность в Европе
Свои первые годы в ИСККОН Кришнакшетра проповедовал гаудия-вайшнавизм в Европе. В период с 1972 по 1976 год он занимался миссионерской деятельностью в Германии, Нидерландах и Дании, а затем проповедовал за «Железным занавесом», в коммунистических странах Восточной Европы.
В 1982 году он стал главным пуджари в «Наваджияда Нарасимха Кшетре» — вайшнавской духовной общине ИСККОН в Баварии, в коммуне Яндельсбрунн. Кришнаиты приобрели эту ферму, расположенную на 1,7 гектаре земли, в 1979 году. Когда 1982 году там были установлены божества Прахлада-Нарасимхи, место получило название «Наваджияда Нарасимха Кшетра», став первым и по сегодняшний день единственным храмом Нарасимхи в Европе. В настоящее время эта община называется «Симхачалам».
В период с 1978 по 1995 год Кришнакшетра Даса ежегодно совершал паломничества по святым местам вайшнавизма в Индии.

### Деятельность в руководстве ИСККОН
В 1987 году Кришнакшетра начал исполнять в ИСККОН обязанности инициирующего гуру и принимать учеников. В 1989 году Руководящий совет Международного общества сознания Кришны собрал группу старших кришнаитов и поручил им провести основанные на священных писаниях исследования, которые помогли бы установить в храмах ИСККОН стандарты поклонения божествам. Кришнакшетра возглавил эту исследовательскую группу.
Основываясь на результатах проведённых исследований, в 1994 году Кришнакшетра составил «Панчаратра-прадипу» — двухтомное руководство по ритуальному поклонению храмовым божествам в ИСККОН. В 1995 году в ИСККОН было сформировано «Министерство поклонения божествам» и Кришнакшетра был назначен его главой. Основными целями новообразованного министерства были следующие:
- Обеспечение вдохновения и поощрения для поддержания и дальнейшего распространения надлежащих стандартов поклонения божествам в ИСККОН, основанных на учении Шрилы Прабхупады.
- Обеспечение форума для преданных, вовлечённых в поклонение божествам — как в храмах и центрах нама-хатта, так и на дому — для обсуждения задач, трудностей, а также достижений в области арчаны.
- Поощрение понимания важности поклонения божествам как неотъемлемой части процесса преданного служения и проповеднической миссии Движения сознания Кришны.

Руководящий совет постановил, что все храмы и центры ИСККОН должны консультироваться и действовать под руководством министерства во всех вопросах, касающихся установления новых божеств и поклонения божествам.
17 августа 2014 года Кришнакшетра принял от Шачинанданы Свами посвящение в санньясу (уклад жизни в отречении), получив при этом титул «свами».

### Gauranga Bhajan Band
В 1990 году, вместе с Харикешей, Шачинанданой и Бхактивайбхавой, Кришнакшетра основал театрально-музыкальную группу Gauranga Bhajan Band. В начале 1990-х годов Gauranga Bhajan Band много гастролировал по Восточной Европе, собирая на свои концерты тысячи людей. Группа исполняла медитативную музыку под инструментальный аккомпанемент ситара и таблы, пела вайшнавские бхаджаны и мантру «Харе Кришна» в стиле рок с использованием электронных инструментов, давала шоу мультимедиа и представления театра пантомимы. В июле 1992 года Gauranga Bhajan Band, вместе с известным британским певцом Боем Джорджем, провели серию концертов в России. Последний концерт состоялся в Москве, в спортивном комплексе «Олимпийский». На него собралось более 30 тыс. жителей Москвы и гостей российской столицы, спевших вместе с кришнаитами и Боем Джорджем мантру «Харе Кришна».

### Учёба, защита докторской диссертации в Оксфорде
В начале 1990-х годов Кришнакшетра возобновил своё прерванное более чем за двадцать лет до того обучение. Им руководило желание «изучить свою религиозную традицию с научной точки зрения». В 1996 году он с отличием окончил Калифорнийский университет в Санта-Барбаре, получив учёную степень бакалавра наук по религиоведению. После этого он продолжил учёбу в Аспирантском богословском союзе в Беркли, где в 1998 году защитил диссертацию на тему «Кришна-сева: богословие поклонения божеству в гаудия-вайшнавизме» («Krsna-Seva: Theology of Image Worship in Gaudiya Vaisnavism») и получил степень магистра по историческому религиоведению.
Затем Кришнакшетра перешёл в Оксфордский университет, где в 2000 году получил степень магистра наук по религиоведению. В 2004 году он защитил докторскую диссертацию «The Grammar and Poetics of Murti Seva — Chaitanya Vaishnava Image Worship as Discourse, Ritual and Narrative» («Грамматика и поэтичность мурти-севы — поклонение божеству как обсуждение, ритуал и повествование в чайтанья-вайшнавизме»). Состоявшая из 90 000 слов, диссертация была посвящена храмовому поклонению индуистским божествам в древние времена и в современном индуизме в контексте гаудия-вайшнавской традиции. Для написания своей диссертации, Кришнакшетра частично перевёл с санскрита на английский язык классическое руководство для ритуального поклонения мурти в гаудия-вайшнавизме — книгу средневекового вайшнаского философа и святого Санатаны Госвами (1488—1558) под названием «Хари-бхакти-виласа», которую тот написал по указанию основоположника гаудия-вайшнавизма Чайтаньи (1486—1534). В своей диссертации, Кришнакшетра уделил особое внимание объяснению взаимоотношений между Богом в форме храмового божества и тем, кто ему поклоняется, в контексте современного гаудия-вайшнавизма и его последователей. В 2006 году его диссертация была опубликована в виде монографии издательством Routledge.
Решение Кришнакшетры изучать поклонение Кришне в форме храмового божества было мотивировано многолетним опытом служения в гаудия-вайшнавских храмах в качестве пуджари (священника, проводящего ритуалы). Он утверждает: «Поклонение храмовым божествам играет очень важную роль в индуизме. На Западе существует традиция порицать подобные вещи как неприемлемую религиозную практику. По этой причине, я решил провести тщательный анализ предмета с целью помочь западным людям понять, что говорит об этом индуистская традиция, и, в то же самое время, помочь индуистам чётко выразить свои идеи в дискуссиях о поклонении божествам».

### Научная и преподавательская деятельность
В 2004—2007 годах занимал должность научного сотрудника в Оксфордском центре индуистских исследований. В 2006 году выступил с курсом лекций по индийским религиям во Флоридском университете. В 2007—2008 годах преподавал в качестве приглашённого профессора в Китайском университете Гонконга. Одно время преподавал вайшнавское богословие и веданту в Бхактиведанта-колледже в Бельгии. По данным на 2013 год в осенний семестр преподаёт в Оксфордском центре индуистских исследований.
Вместе с американским индологом Рави Гуптой выступил редактором-составителем сборника The Bhagavata Purana: Sacred Text and Living Tradition, опубликованного в 2013 году издательством Columbia University Press. По данным на 2013 год, вместе с финским учёным Мансом Броо работал над переводом санскритского гаудия-вайшнавского богословского текста XVI века «Хари-бхакти-виласа».

### Книги
- Kṛṣṇa-kṣetra Dāsa. Pañcarātra Pradīpa: Illumination of Pañcarātra. — Mayapur, West Bengal, India: ISCKON GBC Press, 1994. — viii, 321 p. — 2000 экз.
- Kṛṣṇa-kṣetra Dāsa. Pañcarātra Pradīpa: Illumination of Pañcarātra. — Mayapur, West Bengal, India: ISCKON GBC Press, 1994. — vi, 186 p. — 2000 экз.
- Kenneth R. Valpey. Kṛṣṇa-Sevā: Theology of Image Worship in Gauḍīya Vaiṣṇavism. — Zagreb: Govinda, 1999.
  - Kenneth R. Valpey. Kṛṣṇa-sevā: The Theology of Deity Worship in Caitanya Vaiṣṇavism. — 2nd ed. — Zagreb: Gayatri, 2005. — 122 p. — ISBN 9539895294.
- Kenneth R. Valpey. Attending Kṛṣṇa’s Image: Caitanya Vaiṣṇava Mūrti-Sevā as Devotional Truth. — London; New York: Routledge, 2006. — xiv, 225 p. — (Routledge Hindu Studies Series). — ISBN 0415383943.

### Сборники (редактор-составитель)
- The Bhagavata Purana: Sacred Text and Living Tradition / Edited by Ravi M. Gupta and Kenneth R. Valpey. — New York: Columbia University Press, 2013. — xiii, 279 p. — ISBN 978-0-231-14998-3 (cloth).

### Статьи и главы в книгах
- Kṛṣṇa-kṣetra Dāsa. Conversation between Krishna Ksetra Dasa and Vineet Narain (недоступная ссылка — история) // ISKCON Communications Journal. — 1993. — Вып. 1, № 1. — ISSN 1358-3867.
- Kenneth R. Valpey. Reform in Tradition: Bhaktivinoda’s Apologetic for the Bhagavata Purana (недоступная ссылка — история) // ISKCON Communications Journal. — 1999. — Вып. 7, № 1. — ISSN 1358-3867.
- Kenneth R. Valpey. A Tremendous Connection: Reflections on Tamal Krishna Goswami’s Final Visit to Bhaktivedanta Manor // Journal of Vaishnava Studies. — Nyack, NY: A Deepak Publishing, 2003. — Вып. 11, № 2.
- Kenneth R. Valpey. Animal ‘Rights’ and Ahimsa: An Ancient Discourse on Humans, Animals, and the Earth // Nidān: Journal for the Study of Hinduism. — South Africa: KwaZulu-Natal University, 2004. — Вып. 16. — С. 53-69.
- Kenneth Valpey. Thinking Across Religious Boundaries, Or, Are Vaishnavas Idolators? // Journal of Vaishnava Studies. — Nyack, NY: A Deepak Publishing, 2004. — Вып. 13, № 1. — С. 57-76. — ISSN 1062-1237.
- Kenneth Valpey. Krishna in Mleccha Desh: ISKCON Temple Worship in Historical Perspective // Edwin F. Bryant, Maria L. Ekstrand The Hare Krishna Movement: The Postcharismatic Fate of a Religious Transplant. — New York: Columbia University Press, 2004. — С. 45-60. — ISBN 023112256X.
- Kenneth Valpey, Thomas Herzig. Re-Visioning ISKCON: Constructive Theologizing for Reform and Renewal // Edwin F. Bryant, Maria L. Ekstrand The Hare Krishna Movement: The Post-Charismatic Fate of a Religious Transplant. — New York: Columbia University Press, 2004. — С. 416-430. — ISBN 023112256X.
- Kṛṣṇa-kṣetra Dāsa. Foreword // Śacīnandana Swami The Gāyatrī Book. — Schöna: Vasanti Publishers, 2005. — С. xviii-xix. — ISBN 3937238050.
- Kenneth R. Valpey. The Experience of Authority and the Authority of Experience: The Bhagavadgītā in Dialogue With Modern Religious Experience Discourse // Beida Journal of Philosophy. — Beijing: Peking University Press, 2008.
- Kenneth R. Valpey. The Bhāgavata-Purāṇa as a Mahābhārata Reflection // Proceedings of the Dubrovnik International Conference on the Sanskrit Epics and Puranas. — 2009. — Вып. IV.
- Kenneth R. Valpey. Gauḍīya Vaiṣṇavism (недоступная ссылка — история) // Brill's Encyclopedia of Hinduism  / Edited by Knut A. Jacobsen. — Leiden: Brill, 2011. — Т. 3. — С. 1-17. — ISBN 9789004178946.
- Kenneth R. Valpey. Viewpoint: Reflections on Ludic Dimensions in Hindu-Christian Scholarship // Journal of Hindu-Christian Studies. — 2012. — Т. 25.
- Kenneth R. Valpey, Ravi M. Gupta. Churning the Ocean of Līlā: Themes for Bhāgavata Study // The Bhāgavata Purāṇa: Sacred Text and Living Tradition / Edited by Ravi M. Gupta and Kenneth R. Valpey. — New York: Columbia University Press, 2013. — P. 1-18. — xiii, 279 p. — ISBN 978-0-231-14998-3 (cloth).
- Kenneth R. Valpey. Purāṇic Trekking Along the Path of the Bhāgavatas // The Bhāgavata Purāṇa: Sacred Text and Living Tradition / Edited by Ravi M. Gupta and Kenneth R. Valpey. — New York: Columbia University Press, 2013. — P. 21-35. — xiii, 279 p. — ISBN 978-0-231-14998-3 (cloth).

### Рецензии
- Kenneth R. Valpey. Found in Translation: Revisiting the Bhagavad-gītā in the Twenty-first Century // Journal of Hindu Studies. — 2010. — Вып. 3, № 2. — С. 258-269. — ISSN 1756-4255. — doi:10.1093/jhs/hiq015.
- Kenneth R. Valpey. The Art of Loving Krishna: Ornamentation and Devotion. By Cynthia Packert // Journal of Hindu Studies. — 2011. — Вып. 4, № 3. — С. 294-296. — ISSN 1756-4255. — doi:10.1093/jhs/hir029.